# USS Iowa (BB-61)
El USS Iowa (BB-61) fue el líder de su clase de acorazados y el cuarto buque de la Armada de los Estados Unidos en ser nombrado en honor del estado de Iowa. Debido a la cancelación de los acorazados clase Montana, el Iowa es el último líder de una clase de acorazados de los Estados Unidos y fue el único barco de su clase que operó en el Atlántico durante la Segunda Guerra Mundial.
Durante la Segunda Guerra Mundial transportó al presidente Franklin D. Roosevelt a través del Atlántico hasta Teherán para un importante encuentro en 1943 con el primer ministro del Reino Unido Winston Churchill y el líder soviético Iósif Stalin. Es el único barco de la armada norteamericana con bañera, un accesorio instalado para Roosevelt junto con un ascensor para desplazarlo entre las cubiertas del acorazado. Cuando fue transferido a la Flota del Pacífico en 1944, el Iowa bombardeó las cabezas de playa en Kwajalein y Eniwetok en el avance de los desembarcos anfibios aliados y dio cobertura a los portaaviones que operaban en las Islas Marshall. También fue buque insignia del almirante William F. Halsey en la rendición del Imperio del Japón en la bahía de Tokio. Durante la guerra de Corea el acorazado estuvo implicado en incursiones contra la costa norcoreana, tras lo que fue puesto fuera de comisión en la flota de reserva, conocida como «flota de almacenaje». Fue reactivado en 1984 como parte del plan de 600 barcos de la armada de los Estados Unidos y operó tanto en las flotas del Pacífico como del Atlántico para contrarrestar la recientemente expansión Armada Soviética. En abril de 1989 una explosión de origen indeterminado destrozó su torreta n.º 2 y mató a 47 tripulantes.
El Iowa fue dado de baja definitivamente en 1990 y fue inicialmente retirado del registro de barcos de la armada norteamericana en 1995. Fue reingresado entre 1999 y 2006 para cumplir con las leyes federales que requieren la retención y el mantenimiento de dos acorazados clase Iowa. En 2011 el acorazado fue donado al Pacific Battleship Center con base en Los Ángeles y fue trasladado de forma permanente al puerto de dicha ciudad para servir como barco museo y monumento.

## Segunda Guerra Mundial

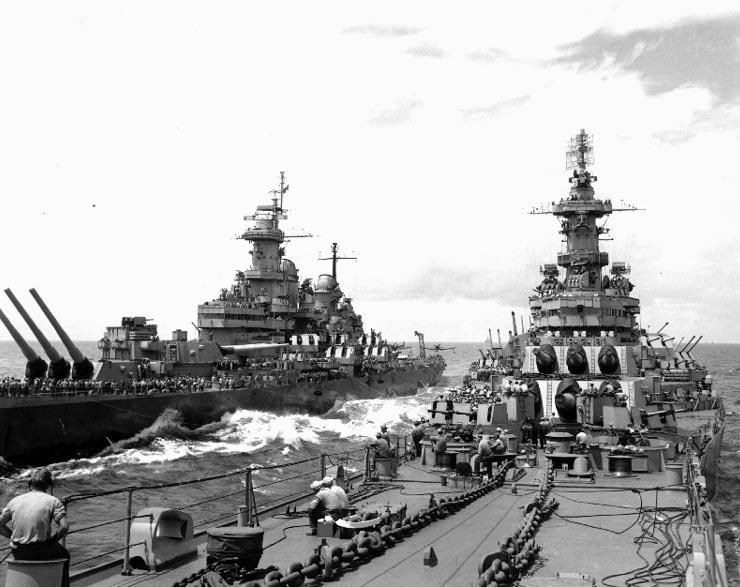
El USS Missouri (izquierda) transfiere personal a Iowa antes de la ceremonia de rendición.

Realizó sus pruebas de mar el 24 de febrero de 1943, en la bahía Chesapeake y a lo largo de la costa atlántica. Fue desplegado en el Atlántico para neutralizar la amenaza del Tirpitz, que operaba en aguas noruegas.
En otoño transportó al presidente de los Estados Unidos Franklin D. Roosevelt a Casablanca, en el Marruecos francés, en la primera etapa hasta la Conferencia de Teherán en noviembre. Tras la conferencia, devolvió al presidente a los Estados Unidos. En el transcurso del viaje de ida, uno de los buques de su escolta, el USS William D. Porter (DD-579), le lanzó accidentalmente un torpedo, aunque pudo evitar finalmente ser alcanzado.
Como buque insignia de la séptima división de acorazados, el Iowa partió de los Estados Unidos el 2 de enero de 1944 con rumbo al teatro de operaciones del Pacífico, debutando en combate en la campaña de las Islas Marshall. Desde el 29 de enero al 3 de febrero proporcionó apoyo a los ataques lanzados por los portaaviones del almirante Frederick C. Sherman contra los atolones Kwajalein y Eniwetok. El siguiente destino del Iowa  fue proporcionar cobertura a los ataques aéreos contra la base naval japonesa de Truk, en las Islas Carolinas. En compañía de otros buques, el Iowa se separó del grupo de soporte el 16 de febrero de 1944 para conducir un barrido contra los buques alrededor del Truk para destruir los buques enemigos que escapaban con rumbo norte. El 21 de febrero atacó Saipán, Tinian, Rota y Guam en las Islas Marianas como parte de la fuerza rápida de portaaviones que dependía de la quinta flota.
El 18 de marzo el Iowa izó la insignia del vicealmirante Willis A. Lee, comandante de los acorazados del Pacífico, y se unió al bombardeo de Mili Atoll en las islas Marshall. Aunque fue impactado por proyectiles japoneses de 120 mm (4,7”) durante la acción, el Iowa sufrió solo daños insignificantes. Se unió a la Task Force 58 el 30 de marzo y dio protección contra los ataques aéreos en las Islas Palau y Woleai en las Carolinas.
Desde el 22 de abril al 28 de abril de 1944, el Iowa dio cobertura a los ataques aéreos sobre las islas Jayapura, Aitape, y Wakde, y dio cobertura con su artillería a las fuerzas del Ejército estadounidense en Aitape, bahía Tanahmerah y Teluk Yos Sudarso en Nueva Guinea. El acorazado se unió a la segunda fuerza de ataque en Truk el 29 de abril y el 30 de abril, y bombardeó posiciones japonesas en  Pohnpei, en las Carolinas, el 1 de mayo.
En las fases iniciales de la campaña de las Marianas, el Iowa protegió a los portaaviones durante los ataques aéreos contra las islas de Saipán, Tinián, Guam, Rota y Pagan el 12 de junio. El Iowa se separó después para bombardear las posiciones enemigas en Saipán y Tinian el 13 de junio y el 14 de junio. El 19 de junio, en un enfrentamiento conocido como la batalla del mar de Filipinas, el Iowa, como parte de la línea de batalla de la Task Force 58, colaboró para repeler un raid aéreo a gran escala lanzado por la flota japonesa. Este enfrentamiento finalizó con la completa destrucción de la flota de aeronaves japonesas basadas en portaaviones. El Iowa se unió posteriormente a la persecución de la flota enemiga, derribando un torpedero y colaborando a derribar otro.
Durante julio, el Iowa permaneció en las Marianas, dando cobertura a los ataques aéreos en Palaus y a los desembarcos de Guam. Después, fue destinado a la tercera flota y ayudó con su cobertura a los desembarcos de Peleliu el 17 de septiembre. Después, el acorazado, protegió a los portaaviones durante los ataques aéreos contra Filipinas para neutralizar el potencial aéreo enemigo en espera de la invasión de las Filipinas. El 10 de octubre, El Iowa llegó a Okinawa para realizar una serie de ataques contra las Islas Ryukyu y Formosa. Después, presto su cobertura en los ataques contra Luzón el 18 de octubre su actividad durante el desembarco de Leyte el 20 de octubre.
En un intento desesperado de detener la campaña de los Estados Unidos para recobrar las Filipinas, la marina imperial japonesa intentó con un ataque de tres frentes que tenía como objetivo la destrucción de las fuerzas anfibias americanas en Golfo de Leyte. El Iowa, acompañado de la Task Force 38, fue utilizado para detener a la fuerza central japonesa. Navegó a través del mar de Sibuyan hacia el estrecho de San Bernardino. Los informes de los resultados de estos ataques, indicaban la aparente retirada de la fuerza central japonesa. El almirante William F. Halsey que creyó que la fuerza central, estaba arruinada como fuerza efectiva de combate. El Iowa, con la task force 38, navegó después en busca de la fuerza norte hasta cabo Engaño, Luzón. El 25 de octubre de 1944, cuando los buques de la fuerza norte estaban casi dentro del alcance de los cañones del Iowa, llegaron noticias de que la fuerza central, había atacado un grupo de portaaviones de escolta norteamericanos en la Samar. Esta amenaza para las playas de desembarco americanas forzó al acorazado a invertir el curso y acudir a apoyar a los vulnerables portaaviones de escolta. Sin embargo, la lucha valerosa comenzada por los pequeños portaaviones y sus escoltas en Samar había hecho retirarse a los japoneses y Iowa se participar en una acción contra buques de superficie. Después de la batalla del Golfo de Leyte, el Iowa permaneció en las aguas de Filipinas, protegiendo a los portaaviones durante sus ataques contra Luzón y Formosa. Retornó a la costa oeste en diciembre de 1944.
El Iowa llegó a San Francisco (California), el 15 de enero de 1945, para puesta a punto. El buque partió el 19 de marzo hacia Okinawa, arribando el 15 de abril. El  Iowa, comenzó el 24 de abril, a dar soporte a los portaaviones que aseguraban a las tropas norteamericanas la vital superioridad aérea. Después, el acorazado, dio apoyo a los ataques aéreos al sur de Kyūshū desde el 25 de mayo al 13 de junio. El Iowa participó en los ataques a Japón el 14 y 15 de julio y bombardeó Muroran, Hokkaidō, destruyendo fábricas de metal y otros objetivos. La ciudad de Hitachi (Ibaraki) en Honshū tuvo el mismo tratamiento la noche del 17 al 18 de julio. El Iowa continuó prestando apoyo antiaéreo a la flota de portaaviones rápidos hasta el cese de las hostilidades el 15 de agosto.
El Iowa entró en la bahía de Tokio con las fuerzas de ocupación el 29 de agosto. Tras servir como buque insignia del almirante Halsey en la ceremonia de rendición del 2 de septiembre, el Iowa partió de Tokio el 20 de septiembre con rumbo a los Estados Unidos
Llegó a Seattle el 15 de octubre, El Iowa retornó a aguas japonesas en enero de 1946 como buque insignia de la quinta flota, hasta que retornó a los Estados Unidos el 25 de marzo. Desde ese momento hasta septiembre de 1948, el Iowa operó en puertos de la costa oeste en la reserva naval en tareas de entrenamiento con la flota. Fue dado de baja el 24 de marzo de 1949.

## Guerra de Corea

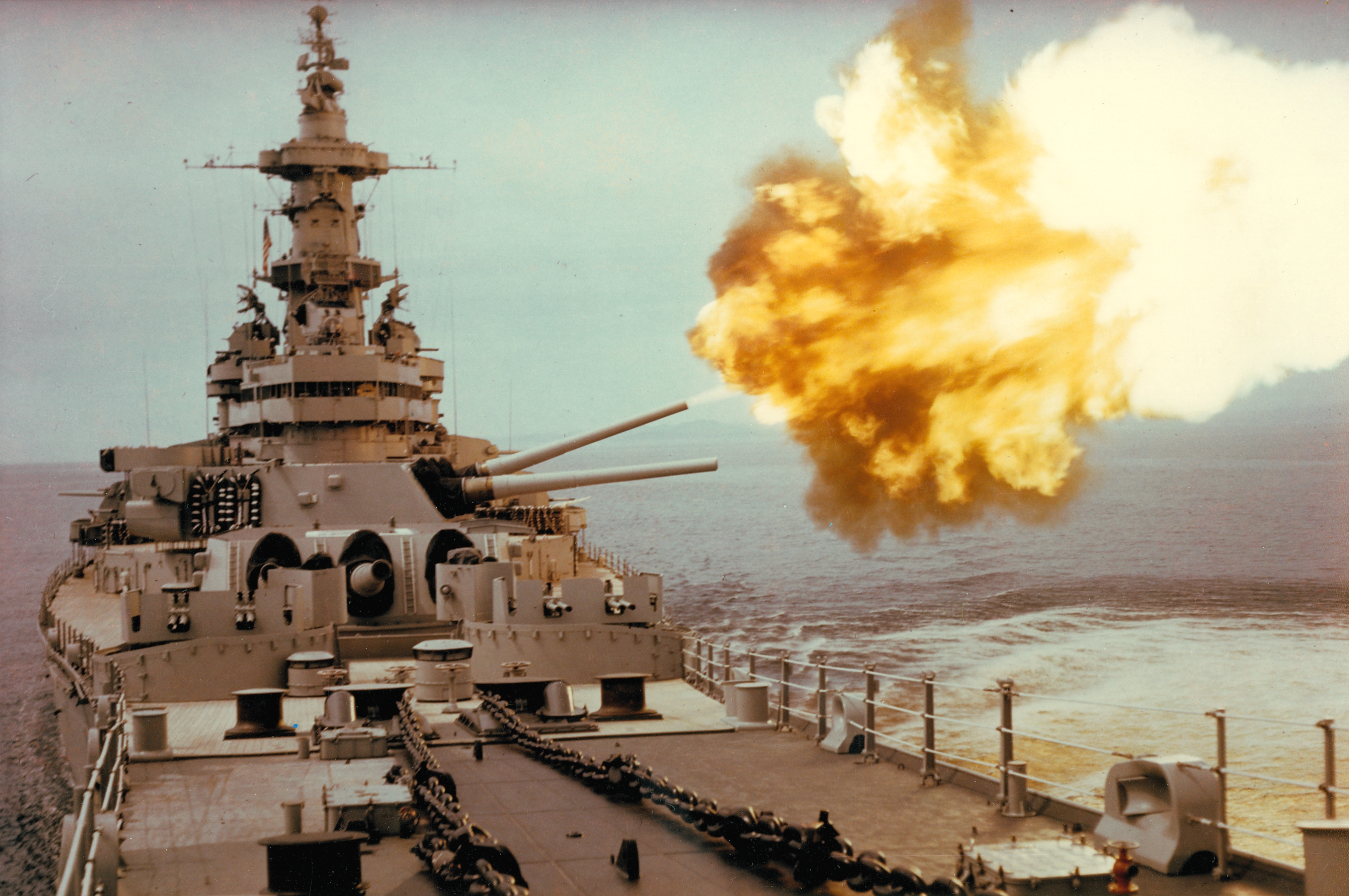
USS Iowa disparando sus cañones de 406 mm contra posiciones norcoreanas en 1952.

Cuando los Estados Unidos se vieron envueltos en la guerra de Corea, el Iowa fue puesto en activo el 25 de agosto de 1951. Operó en la costa oeste hasta marzo de 1952, cuando partió hacia lejano oriente. El 1 de abril de 1952, el Iowa fue designado como buque insignia del Vicealmirante Robert P. Briscoe, comandante de la séptima flota, y partió de Yokosuka, Japón, para apoyar a las tropas de las Naciones Unidas en Corea. El Iowa se vio envuelto en operaciones de combate en la costa este de Corea. La misión principal consistió en bombardeos a las posiciones en tierra enemigas en Ch'ŏngjin, Hŭngnam, y Kojo. Durante este período, el comandante de la séptima flota, fue relevado por el vicealmirante Joseph J. Clark, El nuevo comandante, continuó usando el Iowa como su buque insignia hasta el 17 de octubre de 1952. El Iowa partió de Yokosuka, Japón, el 19 de octubre de 1952 para realizar misiones de entrenamiento en el mar Caribe.

## 1953 hasta 1958

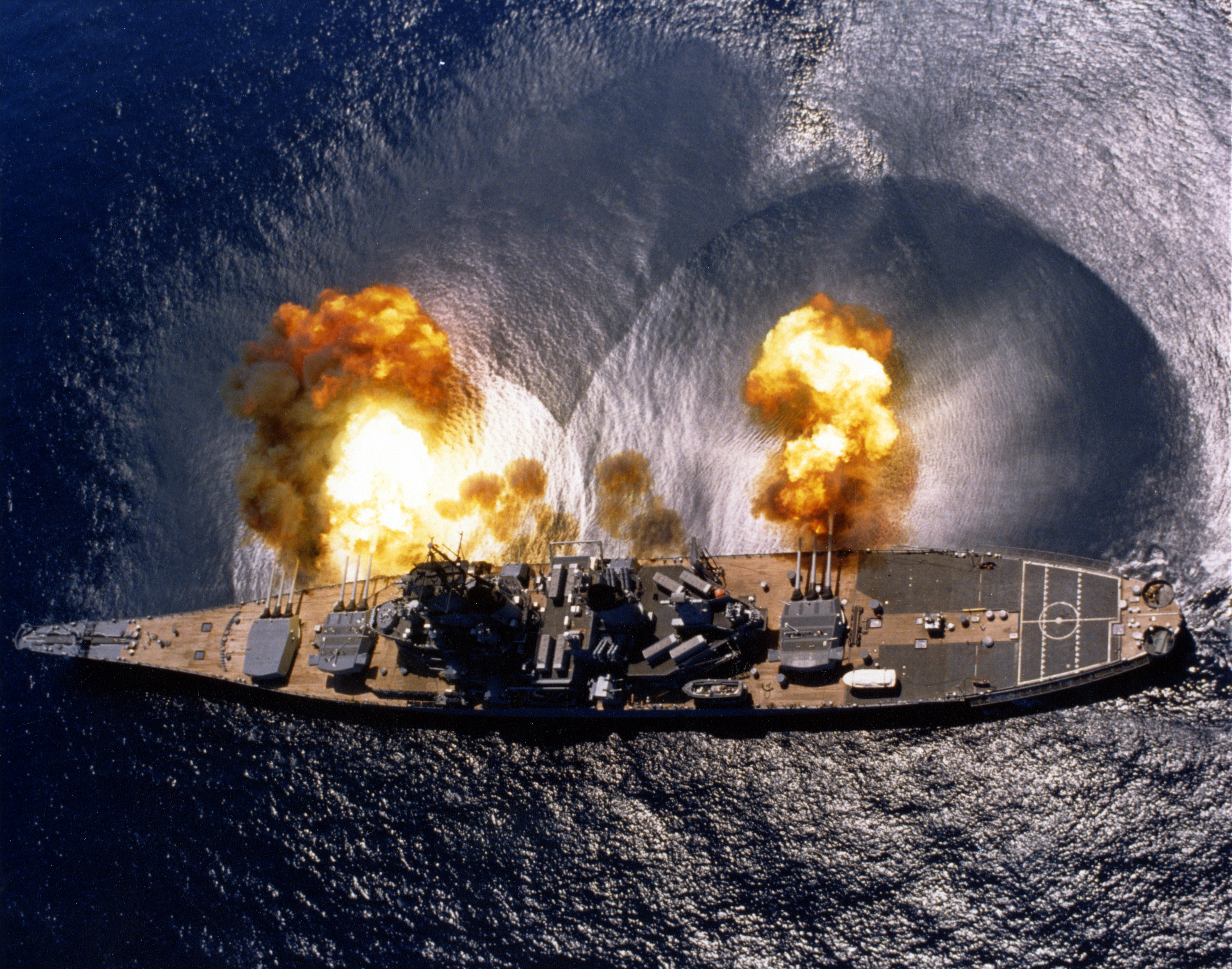
El USS Iowa disparando durante unos ejercicios cerca de Vieques, Puerto Rico.

El Iowa partió para un crucero de entrenamiento de guardiamarinas a Lisboa y Cherburgo. Durante este viaje, al  Iowa se le unieron los otros tres acorazados de la clase, USS New Jersey, USS Wisconsin, y USS  Missouri, la única vez que los cuatro buques, navegaron juntos. En julio de 1953, y tomó parte en la Operación Mariner, unas maniobras de la OTAN en la que sirvió de buque insignia del vicealmirante Edmund T. Wooldridge, comandante de la Segunda flota.
Desde enero a abril de 1955, el Iowa realizó un extenso crucero por el mar Mediterráneo como el primer acorazado regularmente asignado para comandar la Sexta Flota. El Iowa partió en un crucero de entrenamiento de guardiamarinas el 1 de junio de 1955, tras lo cual, retornó a Norfolk, Virginia. Tras actualizaciones y volver a pasar por la Sexta Flota en el mediterráneo, volvió a realizar un crucero de instrucción de guardiamarinas de América de sur, tras lo cual, participó en la revista naval internacional de Hampton Roads, Virginia, el 13 de junio de 1957.
El 3 de septiembre de 1957, el Iowa navegó hasta  Escocia para la Operación Strikeback de la OTAN. El Iowa retornó a Norfolk el 28 de septiembre de 1957 y partió para Hampton Roads a los astilleros Philadelphia Naval Shipyard el 22 de octubre de 1957. Fue dado de baja el 24 de febrero de 1958, y asignado a la flota de reserva del Atlántico en Filadelfia.

## 1985 hasta 1988
Tras un cuarto de siglo en la reserva, el Iowa fue modernizado en los astilleros Avondale Shipyards cerca de New Orleans, Luisiana como parte del programa del presidente Ronald Reagan "600 buques de guerra" y dado de alta el 28 de abril de 1984. Sus gemelos New Jersey, Missouri, y Wisconsin gozaron de modernizaciones similares y fueron también reactivados en esa época. El Iowa estuvo en aguas europeas en 1985, 1986, 1987 y 1988, continuando la última travesía continuando en el Océano Índico y mar de Arabia. Durante esa travesía, el Iowa participó en la operación Earnest Will, escoltando buques gaseros y de petroleros de Kuwait bajo bandera de los Estados Unidos como si fueran mercantes norteamericanos a través del estrecho de Ormuz. Durante los años 80, la Armada de los Estados Unidos propuso crear un puerto base en Stapleton, en New York, para que fuera la base del Iowa y otros buques, pero el proyecto fue cancelado antes de su terminación.

## Explosión de la torreta de 1989

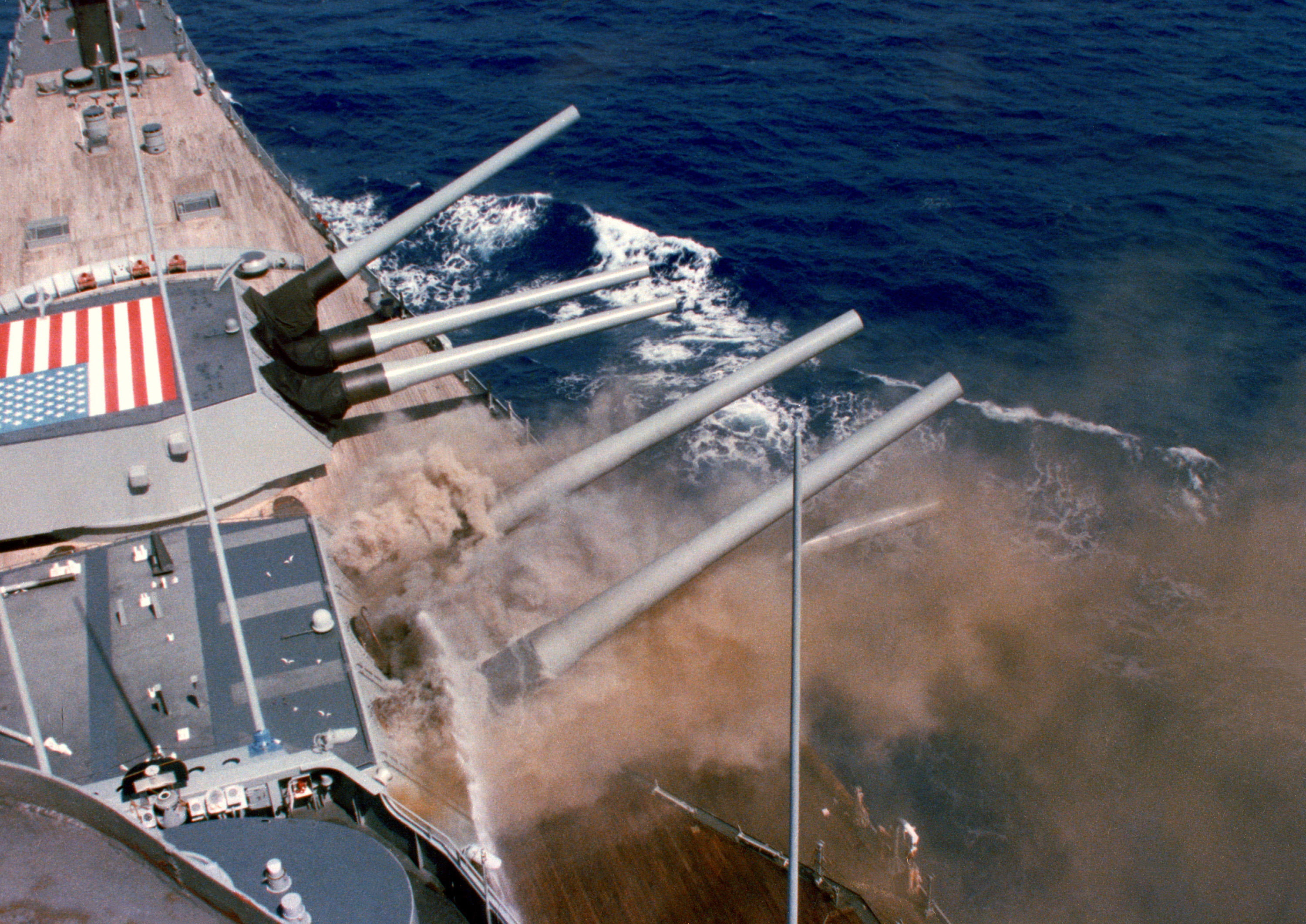
Tras la explosión del 19 de abril de 1989.

El 19 de abril de 1989 tuvo lugar una explosión en la torreta número dos de 406 mm que mató a 47 miembros de la tripulación. La rápida actuación del marinero John Mullahy evitó un daño catastrófico para el buque. Los primeros investigadores teorizaron con la posibilidad de que uno de los fallecidos en la explosión, Clayton Hartwig, había provocado la explosión para suicidarse alegando un affair homosexual con otro marinero. Esta teoría fue abandonada y posteriormente Hartwig resultó exculpado. La causa de la explosión nunca fue totalmente clarificada, aunque se cree que pudo deberse a la electricidad estática, que pudo hacer entrar en ignición la pólvora.
Las pruebas realizadas en el Centro Naval de Guerra de Superficie (Naval Surface Warfare Center) en Dahlgren, Virginia, con pólvora en la misma proporción podía reproducir la combustión espontánea de la pólvora, que había sido molida en los años 30 y almacenada originalmente durante la estancia del Iowa en dique seco 1988 en una lancha a remolque en Yorktown, Virginia. La pólvora emite éter mientras se degrada; el éter es altamente inflamable, y se puede incendiar con una chispa. La Armada cambió los procedimientos de manipulación de la pólvora tras la investigación. El Iowa fue desplegado en Europa y en el mar Mediterráneo a mitad de año con la torreta número dos sin reparar.

## 1990 hasta 2001
El Iowa fue dado de baja por última vez en Norfolk el 26 de octubre de 1990. En 1999 el Iowa reemplazó al New Jersey en el registro de buques como parte del acta de autorización de defensa. El New Jersey había sido seleccionado inicialmente como uno de los dos acorazados que debían permanecer en la reserva. Al convertirse en un buque museo, el Iowa, permaneció en la reserva naval.
Como parte de la flota de reserva, el Iowa, fue atracado junto al portaaviones USS Forrestal en el centro de entrenamiento y educación naval en Newport. Permaneció allí desde el 24 de septiembre de 1998 al 8 de marzo de 2001, cuando el buque fue remolcado a California. Llegó a la bahía de Suisun, cerca de la ciudad de San Francisco el 21 de abril de 2001 donde permanece en la flota de reserva.

## Buque Museo (2001-presente)

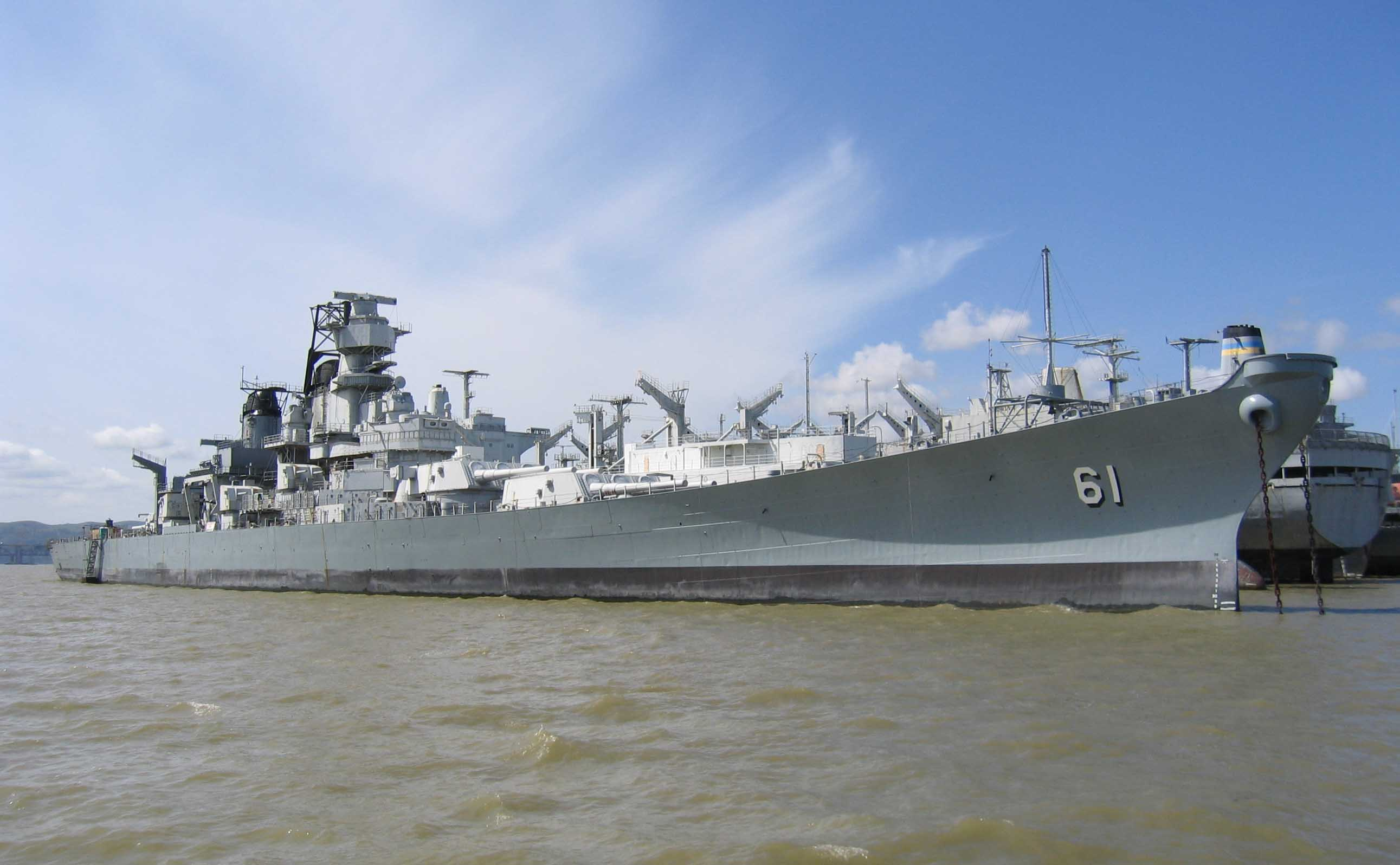
El USS Iowa, en Suisun Bay como parte de la flota de reserva.

La ciudad de San Francisco rechazó por 8 votos contra 3 la posibilidad de tener el acorazado como buque museo por estar en contra de la Guerra de Irak y contra las políticas contra los homosexuales de la Armada.[cita requerida]
Las ciudades de Vallejo y Stockton compiten por el buque. La organización, Historic Ships Memorial at Pacific Square (HSMPS), que fue la que inició las gestiones para colocarlo en San Francisco, trabaja con Mare Island y Vallejo. Ambas comunidades han identificado los puntos de atraque donde localizar el acorazado y han sometido ofertas al Departamento de la Armada para abrir el buque a los turistas y los grupos educativos como un monumento y museo.[cita requerida]
En 2006 se aprobó el sacar a los Iowa y Wisconsin del registro naval, preparando con ello el camino para donar el buque como museo.
En 2007 el Congreso solicitó que se tomasen las siguientes medidas para asegurarse de que, si es necesario, los Iowa y Wisconsin puedan volver al servicio activo:
- Los Iowa y Wisconsin no se deben alterar de ninguna manera que deteriorase su utilidad militar.
- Los acorazados se deben preservar en sus actuales condiciones con el uso continuado de la protección catódica, los sistemas de la deshumidificación, y de cualquier otro método de la preservación según lo necesario.
- Las partes de repuesto y el equipo único, tal como los tubos y los proyectiles del arma de 406 milímetros, se preserven en números adecuados para mantener a los Iowa y Wisconsin, si fueran reactivados.
- La Armada americana debe preparar los planes para la reactivación rápida de los Iowa y  Wisconsin por si se devolvieran a la Armada en el caso de una emergencia nacional.

En 2011 el Iowa fue donado al Pacific Battleship Center de Los Angeles y fue atracado   permanentemente al Berth 87 creando  el USS Iowa Museum del puerto de Los Angeles en 2012.

## Recompensas
El Iowa recibió nueve estrellas de combate por sus servicios durante la  Segunda Guerra Mundial y dos por sus servicios durante la guerra de Corea.